# Rijksbeschermd gezicht Grouw
Gezicht Grouw is een van rijkswege beschermd dorpsgezicht in Grouw in de Nederlandse provincie Friesland. De procedure voor aanwijzing werd gestart op 9 april 1986. Het gebied werd op 22 mei 1990 definitief aangewezen. Het beschermd gezicht beslaat een oppervlakte van 15,1 hectare.
Panden die binnen een beschermd gezicht vallen krijgen niet automatisch de status van beschermd monument. Wel zal de gemeente het bestemmingsplan aanpassen om nieuwe ontwikkelingen in het gebied te reguleren. De gezichtsbescherming richt zich op de stedenbouwkundige en cultuurhistorische waardering van een gebied en wil het toekomstig functioneren daarvan veiligstellen.